# Cachy
Cachy – miejscowość i gmina we Francji, w regionie Hauts-de-France, w departamencie Somma.
Według danych na rok 2011 gminę zamieszkiwało 260 osób, a gęstość zaludnienia wynosiła 43 osoby/km² (wśród 2293 gmin Pikardii Cachy plasuje się na 831. miejscu pod względem liczby ludności, natomiast pod względem powierzchni na miejscu 769.).